# Islandská univerzita
Islandská univerzita (islandsky Háskóli Íslands) je islandská státní univerzita, která sídlí v Reykjavíku.
Škola byla založena v roce 1911. V roce 2013 měla dvacet pět fakult a studovalo ji okolo 14 000 studentů.[zdroj?] Rektorem školy je Jón Atli Benediktsson.

## Knihovna
Univerzitní knihovna byla založena roku 1940. V roce 1994 se spojila s Islandskou národní knihovnou, založenou roku 1818, a společně vytvořily Národní a univerzitní knihovnu Islandu (islandsky Landsbókasafn Íslands – Háskólabókasafn). Þjóðarbókhlaðan, hlavní budova knihovny, se nachází hned vedle hlavního kampusu.